# Steencirkels van Senegambia
De steencircels van Senegambia zijn te vinden van de noordelijke oever van de Gambiarivier tot de Saloumrivier in Senegal. Ze wijzen op de vroegere aanwezigheid van een welvarende, goedgeorganiseerde en standvastige cultuur. Steencirkels zijn ook op verschillende plaatsen in Azië en Europa terug te vinden - het bekendste voorbeeld daarvan is ongetwijfeld Stonehenge. Maar in Senegambia gaat het om een grote zone die alle andere in omvang, complexiteit en consistentie overtreft.

## Omschrijving steencirkels
De cirkels bestaan uit tien tot twintig rechtop staande stenen van min of meer dezelfde grootte en hoogte (gemiddeld 2 meter). De stenen zijn van een soort die relatief makkelijk te ontginnen is, maar verhardt indien ze wordt blootgesteld aan de lucht. De doorsnede van de cirkel bedraagt 4 tot 6 meter.

## Grootste stenen
De grootste stenen zijn terug te vinden in N'jai Kunda en wegen elk ongeveer tien ton. Deze stenen werden naar beneden gebracht van een steile berghelling om de steencirkel te kunnen vormen.
In Wassu (Gambia) zijn verschillende steencirkels naast elkaar teruggevonden. Op 27 mei 2000 werd hier een museum geopend dat zich bezighoudt met de ontrafeling van de betekenis achter de steencirkels.

## Betekenis
Over de betekenis van de stenen werden heel wat verklaringen gegeven. Zo stelt de wetenschapper Kuntaur Fulla Kunda dat een grote steen met een kleine ernaast erop duiden dat een volwassene met zijn kind is begraven. Wanneer twee stenen in een V-vorm staan gaat het om familieleden die op dezelfde dag zijn gestorven en samen werden begraven. Een gangbare theorie is dat de stenen rond de graven van chefs of koningen werden geplaatst, zoals ook de koninklijke figuren werden begraven in het oude Ghanese rijk. Daardoor werden sommige van deze steencirkels heilige plaatsen.

## Locatie werelderfgoed
De steencirkels die tot de Werelderfgoedlijst van UNESCO behoren zijn de volgende:
- Wassu (Gambia)
- Kerbatch (Gambia)
- Sine Ngayène (Senegal)
- Wanar (Senegal)

Samen omvatten zij 93 steencirkels en ze zijn elk gesitueerd vlak bij grafheuvels en graven.
Nationaal vogelreservaat Djoudj · Eiland Gorée · Nationaal park Nikolo Koba · Steencirkels van Senegambia · Eiland Saint Louis